# HD 90125
HD 90125，又名BD+03 2358，SAO 118278、HR 4085，是一颗恒星，视星等为6.32，位于銀經241.65，銀緯46.96，其B1900.0坐标为赤經10h 19m 2.9s，赤緯+2° 46.96′ 30″。